# 山口聡
山口 聡（やまぐち さとし）は、日本のPrevisスーパーバイザー。アジア初のプリビズ専門会社、株式会社ACW-DEEPの代表取締役。

## 主な作品

### 映画
- 『聯合艦隊司令長官　山本五十六』　(2012年)  - Previsスーパーバイザー
- 『はやぶさ　遥かなる帰還』　(2012年)  - Previsスーパーバイザー
- 『ファイナルジャッジメント』　(2012年)  - Previsスーパーバイザー
- 『のぼうの城』　(2012年)  - Previsスーパーバイザー
- 『ヱヴァンゲリヲン新劇場版:Q』　(2012年)  - Previs
- 『めめめのくらげ』　(2013年)  - Previsスーパーバイザー
- 『魔女の宅急便』　(2014年)  - Previsスーパーバイザー
- 『センセイ君主』　(2018年) - VFXスーパーバイザー

### テレビドラマ
- 『平清盛』　(2012年)  - Previs